# Hylaeus ceniberus
Hylaeus ceniberus är en biart som först beskrevs av Cockerell 1910.  Hylaeus ceniberus ingår i släktet citronbin, och familjen korttungebin. Inga underarter finns listade i Catalogue of Life.